# 竹中村
竹中村（たけなかむら）は、大分県大分郡にあった村。現在の大分市の一部にあたる。

## 地理
大野川の左岸に位置していた。
- 河川：大野川[2]、花籠川[3]
- 山岳：天面山[3]

## 歴史
- 1889年（明治22年）4月1日、町村制の施行により、大分郡竹中村、端登村が合併して村制施行し、竹中村が発足[1][2]。旧村名を継承した竹中、端登の2大字を編成[2]。
- 1907年（明治40年）4月1日、大分郡河原内村と合併し竹中村が存続[1][2]。
- 1954年（昭和29年）3月31日、大分郡戸次町、判田村、吉野村と合併し大南町を新設して廃止された[1][2]。

## 産業
- 農業[2]

## 交通

### 鉄道
- 1916年（大正5年）9月1日、犬飼軽便鉄道（現豊肥本線）中判田～竹中間開通[2]、竹中駅開設。1917年（大正6年）7月20日、犬飼～竹中間開通[2]。

## 著名な出身者
- 南こうせつ(シンガーソングライター)